# Michigan Stadium
 (mai 2018).
Si vous disposez d'ouvrages ou d'articles de référence ou si vous connaissez des sites web de qualité traitant du thème abordé ici, merci de compléter l'article en donnant les références utiles à sa vérifiabilité et en les liant à la section « Notes et références ».
Le Michigan Stadium (surnommé The Big House) est un stade de football américain situé à Ann Arbor, a l'ouest de Détroit, dans le Michigan (États-Unis).
Le stade appartient à l'Université du Michigan et depuis 1927, son locataire est l'équipe de football américain du campus, les Wolverines du Michigan qui jouent dans la Big Ten Conference de la NCAA. Le Michigan Stadium est également l'emplacement principal des cérémonies de remise des diplômes dans l'Université du Michigan. Sa capacité officielle est de 107 601 places, ce qui en fait le plus grand stade de football américain du monde. Le Michigan Stadium est par sa capacité le troisième stade du monde, après le stade du Premier-Mai de Pyongyang et le Stade Sardar Patel en Inde. C'est aussi le plus grand stade du continent américain, depuis la récente diminution du nombre de places du stade Azteca de Mexico. L'affluence du stade lors des matchs dépasse régulièrement les 111 000 spectateurs. Il arrive que son affluence atteigne presque la population de la ville qui compte 114 000 habitants.

## Histoire
Le stade ouvrit ses portes le 1er octobre 1927 lors d'un match de football américain universitaire entre les Wolverines du Michigan et Wesleyan Battling Bishops (score 33-0 pour Michigan). L'inauguration du nouveau stade est venue trois semaines plus tard, le 22 octobre 1927, contre Buckeyes d'Ohio State, avec une autre victoire des Wolverines 19 à 0. Il a coûté $950 000 USD et il fut conçu par l'architecte Bernard Green. Il a été édifié afin de remplacer le vétuste Ferry Field et ses 46 000 places. L'immense taille du Michigan Stadium n'est pas entièrement apparente, car le stade est construit partiellement dans le sol, laissant seulement les rangées supérieures visibles de l'extérieur. La capacité originale du stade était de 72 000 places, mais Fielding Yost s'est assuré d'installer des poutres en acier qui pourraient tenir compte d'une expansion massive dans l'avenir. Cette enceinte fut souvent en travaux afin d'augmenter sa capacité. 
Dès 1927, le stade compte 72 000 places puis 85 752 en 1928, 97 239 en 1949, 101 001 en 1955, 101 701 en 1973, 102 501 en 1992, et enfin 107 501 depuis 1998. La dernière phase de travaux a débuté en 2006 et a porté la capacité à 109 901 places. À l'origine, tous les sièges étaient des gradins composés de bois. Ceux-ci ont été remplacés par des sièges permanents en métal durant l'année 1949 par Fritz Crisler, qui était devenu le directeur sportif. Le journaliste sportif Bob Ufer avait dit du stade : « The Hole that Yost dug, Crisler built, Canham carpeted, and Schembechler fills every cotton-pickin' Saturday afternoon. » Depuis 1975, la septième saison de Bo Schembechler comme entraîneur, le stade accueille plus de 100 000 spectateurs pour chaque match à domicile. 
Le 4 novembre 2006, lors du match opposant Michigan contre Ball State University, ce fut la 200e affluence consécutive de plus de 100 000 spectateurs au stade. Traditionnellement, quand l'affluence du match est annoncée, le haut-parleur remercie les fans de faire partie de la plus grande foule du pays observant un match de football américain. La tradition a été temporairement arrêtée en 1996, quand la capacité du Michigan Stadium a été rattrapée par celle du Neyland Stadium (102 544 places), mais elle a été reprise deux ans après. En dépit de sa taille, le Michigan Stadium a la réputation d'être relativement tranquille.
De 1927 à 1968, le terrain du stade était couvert de pelouse naturelle. Ceci a été remplacé avec du TartanTurf en 1969. Cependant, cette surface a été remplacée et est redevenue de la pelouse naturelle en 1991. En 2003, le champ a été converti en FieldTurf, une surface artificielle qui a été conçue pour donner de meilleures caractéristiques de jeu.
Le 17 novembre 2006, le Board of Regents de l'université a approuvé un projet de rénovation et d'expansion du stade, ce qui fut accompli en 2010. Le projet inclut le remplacement de quelques gradins, de l'élargissement des différents sièges, l'addition de 83 suites de luxe, de 3 200 sièges de club et d'une nouvelle tribune de presse. Le coût a été de 226 millions de dollars, financé par des dons privés et les ressources du département sportif.
Le record d’affluence du stade a eu lieu le 7 septembre 2013, lors de la rencontre entre les Wolverines du Michigan et les Fighting Irish de Notre-Dame, avec 115 109 spectateurs. Plus de 35 millions de personnes ont traversé les portes du stade.
Malheureusement, la classique hivernale de la LNH n'a pas lieu en janvier 2013 en raison du lock-out de la Ligue nationale de hockey dans ce stade. Le match entre les Maple Leafs de Toronto et les Red Wings de Détroit est officiellement annulé, mais la possibilité d'organiser à nouveau cette rencontre n'est pas écartée, dans le seul but de battre un record historique en atteignant les 100 000 spectateurs : le match est finalement programmé au 1er janvier 2014, et avec une affluence de 105 491 spectateurs, l'événement devient le match de hockey sur glace ayant reçu la plus grande affluence.

## Événements
- Paul Bunyan Trophy
- Little Brown Jug, depuis 1927 (une année sur deux)
- Concert d'Elvis Presley, 25 avril 1977
- The Big Chill at the Big House, match de hockey sur glace disputé le 11 décembre 2010 devant 104 173 spectateurs, record à l'époque[3],[4]
- Classique hivernale de la LNH, 1er janvier 2014

## Photographies

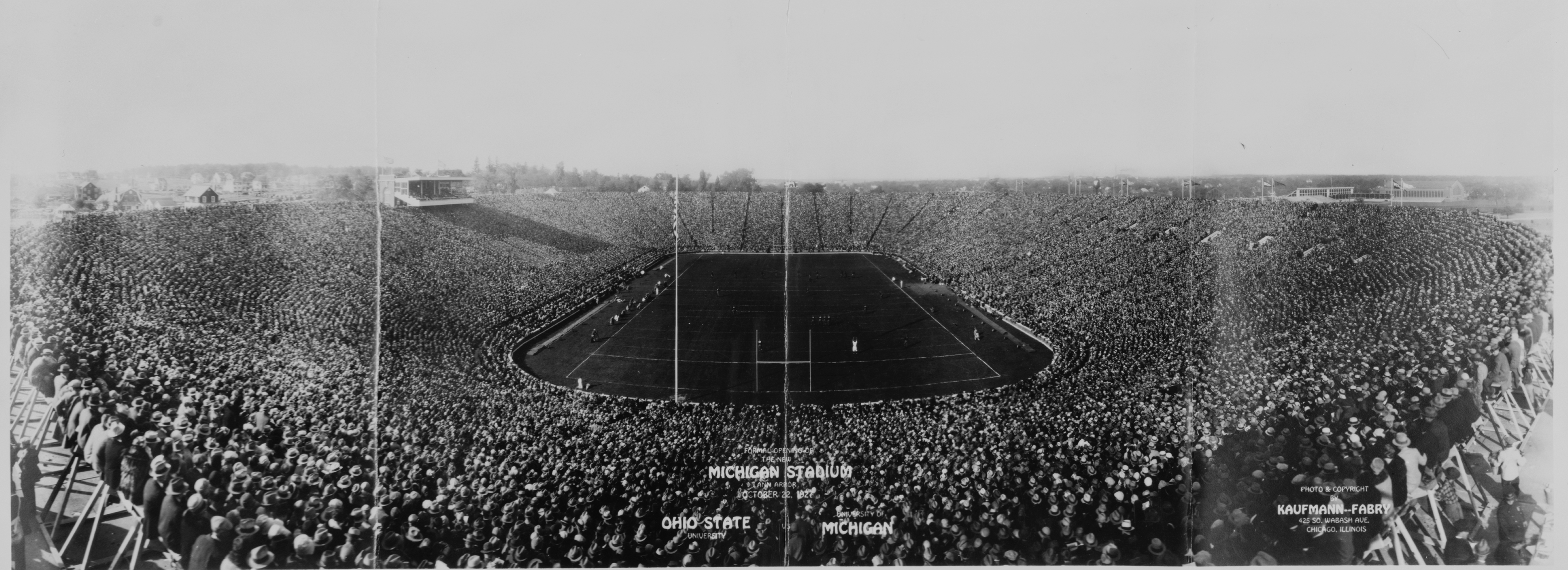
Inauguration (1927)
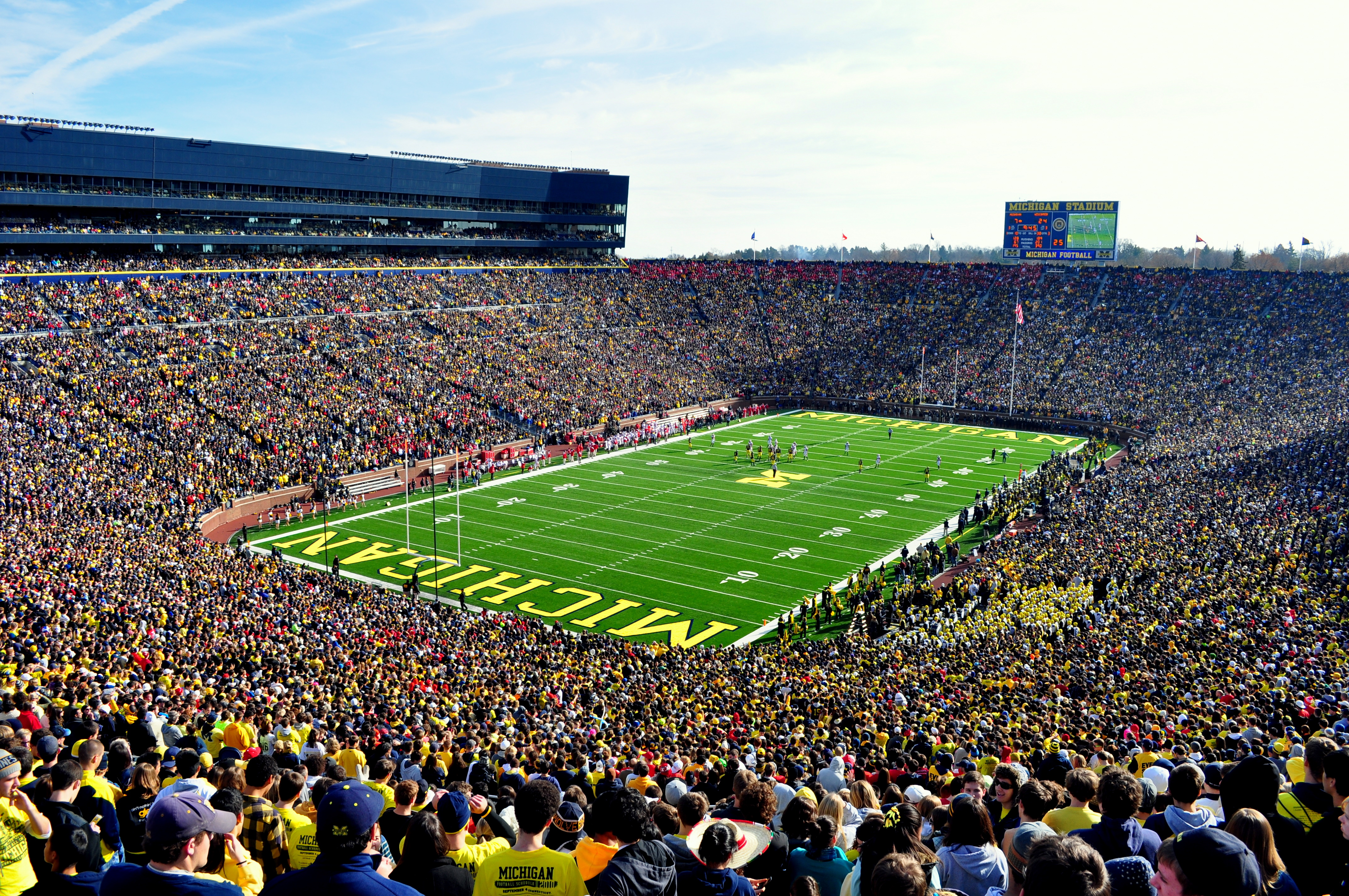
Enceinte du stade
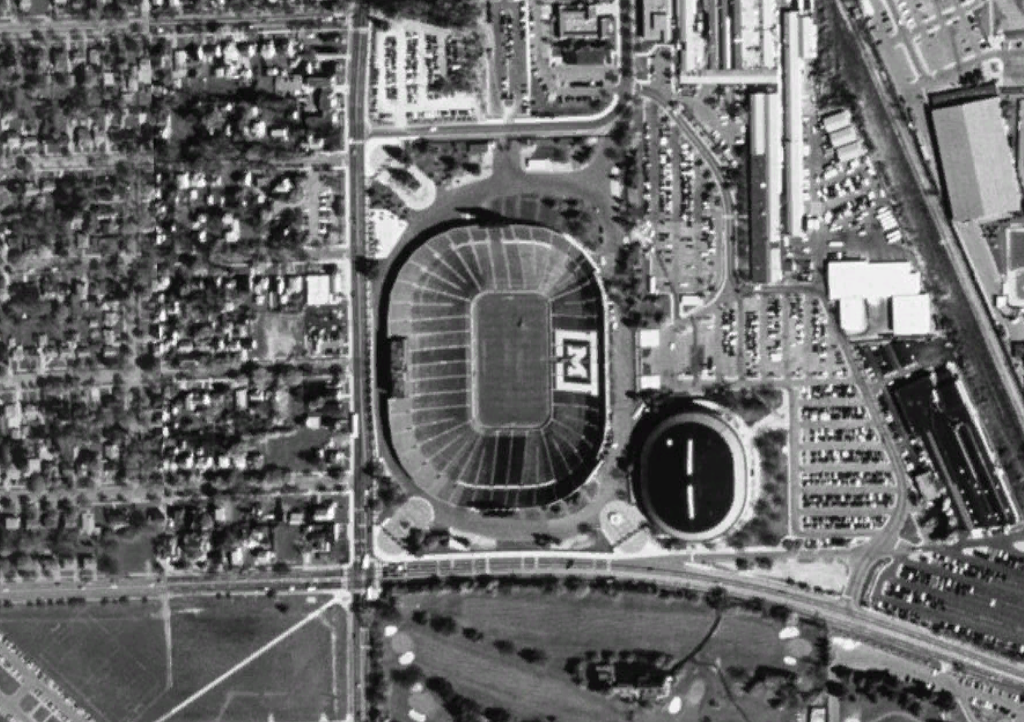
Image satellite du stade
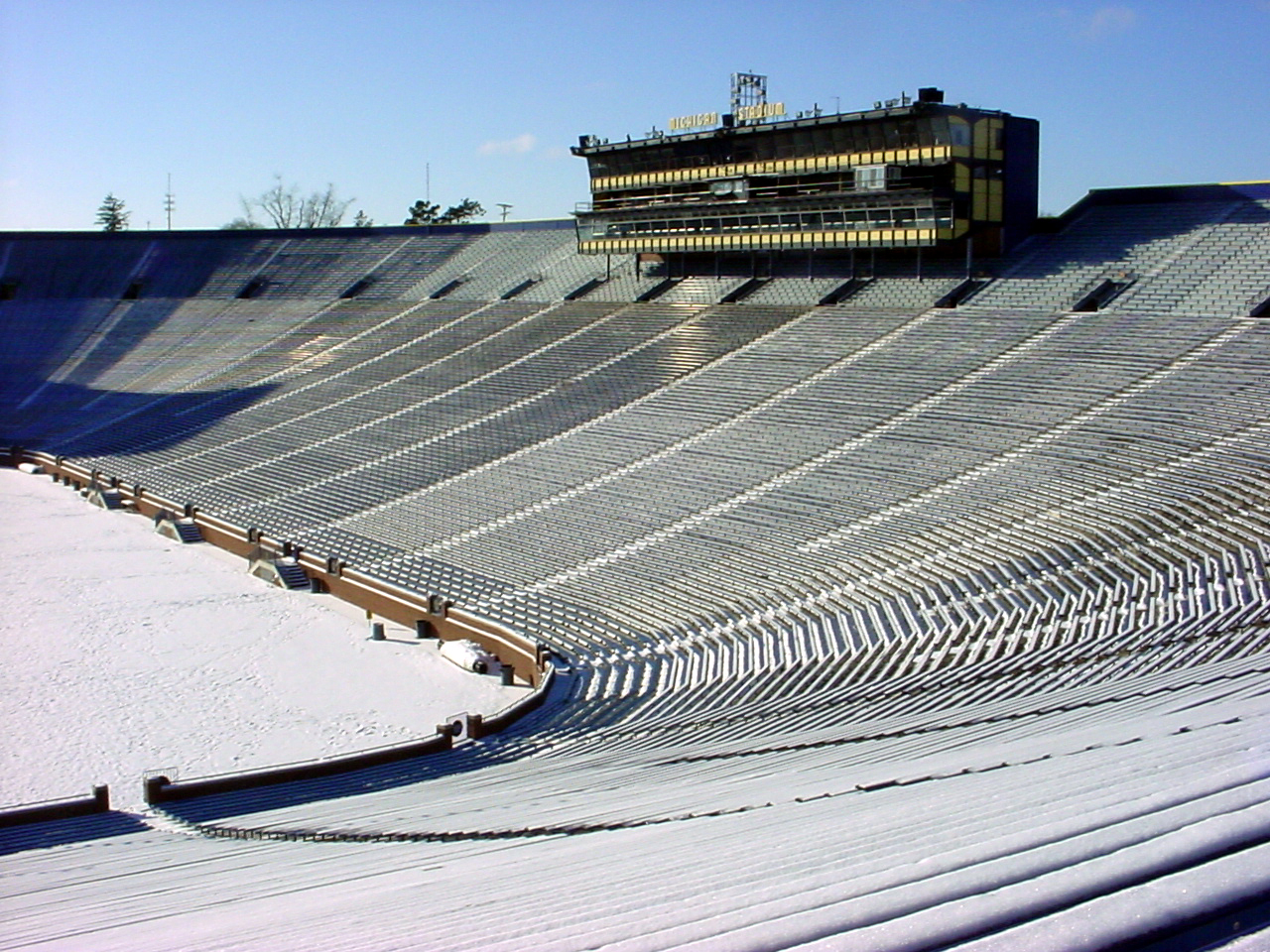
Michigan Stadium en hiver 2002
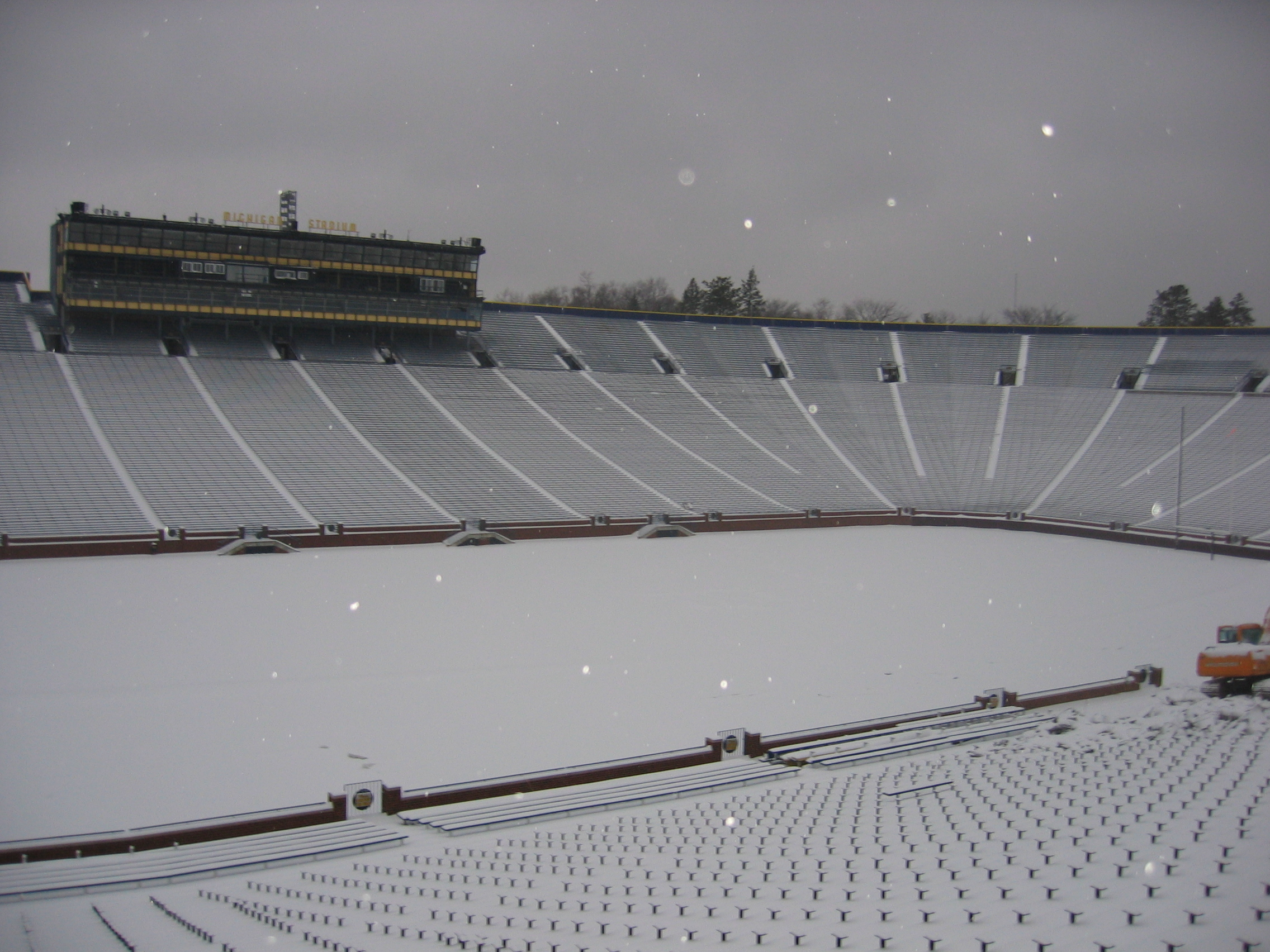
Le stade sous la neige en 2005
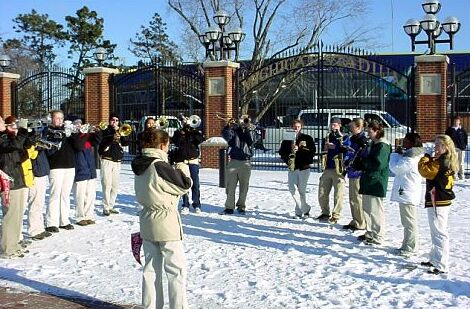
Extérieur du stade
En 2008
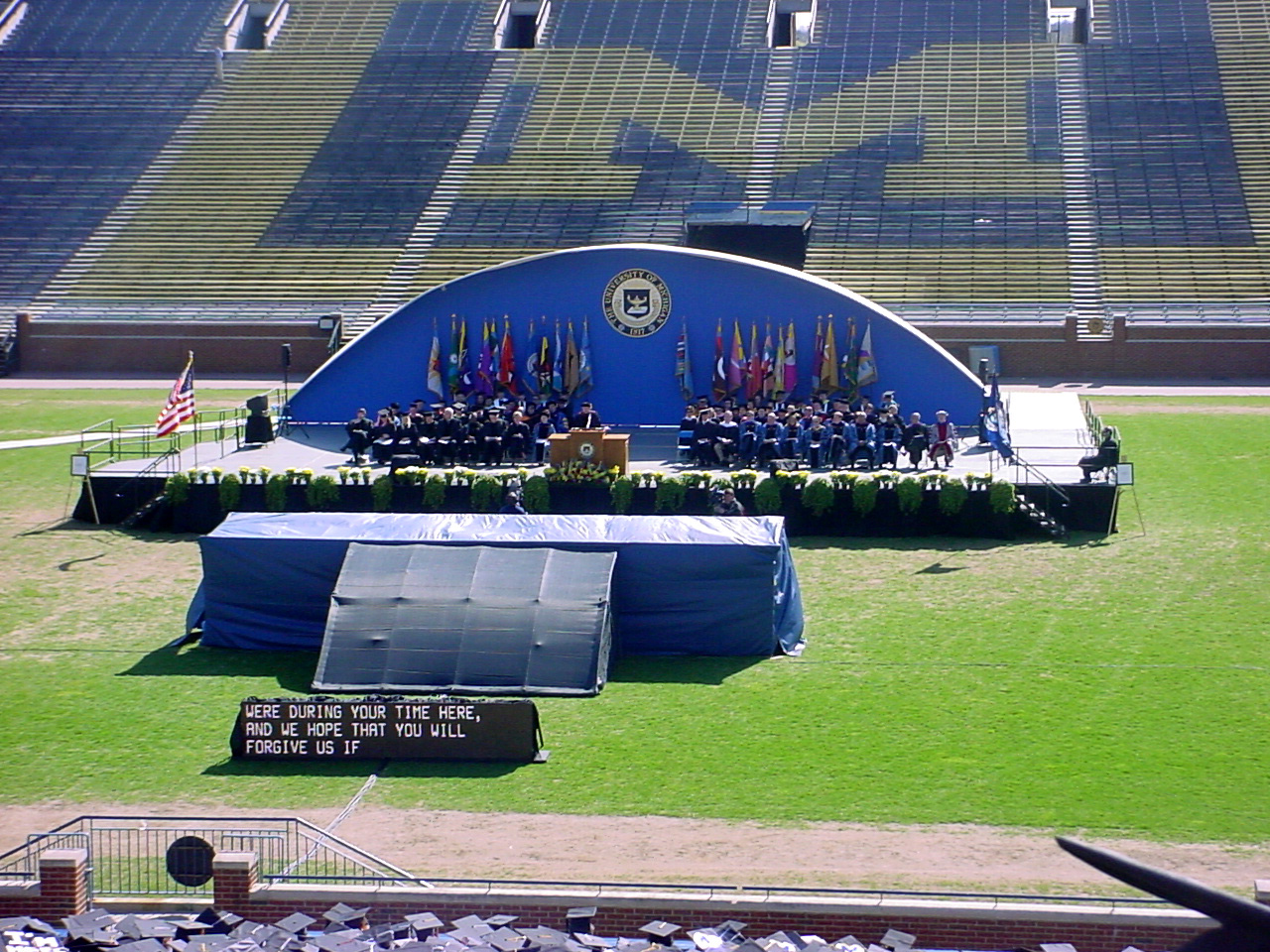
Remise des diplômes au Michigan Stadium, 26 avril 2003
The Big Chill at the Big House, match de hockey sur glace joué le 11 décembre 2010.

#### Vues satellites
- Michigan Stadium Google Maps 2006
- Michigan Stadium from Microsoft Live Maps 2000